# Динуидди (округ)
Округ Динуидди (англ. Dinwiddie County) располагается в США, штате Виргиния. По состоянию на 2010 год, численность населения составляла 28 001 человек.

## География
По данным Бюро переписи США, общая площадь округа равняется 1313  км², из которых 1305 км² суша и 9 км² или 0,7% это водоемы.

### Соседние округа
- Честерфилд — север
- город Питерсберг — северо-восток
- Принс-Джордж — восток
- Сассекс — юго-восток
- Гринсвилл — юг
- Брансуик — юго-запад
- Ноттовей — запад
- Амилия — северо-запад

## Демография
По данным переписи населения 2000 года в округе проживает 24 533 жителей в составе 9 107 домашних хозяйств и 6 720 семей. Плотность населения составляет 19 человек на км². На территории округа насчитывается 9 707 жилых строений, при плотности застройки 7 строений на км². Расовый состав населения: белые - 64,55%, афроамериканцы - 33,66%, коренные американцы (индейцы) - 0,22%, азиаты - 0,31%, гавайцы - 0,04%, представители других рас - 0,40%, представители двух или более рас - 0,82%. Испаноязычные составляли 0,97% населения.
В составе 32,10% из общего числа домашних хозяйств проживают дети в возрасте до 18 лет, 54,80% домашних хозяйств представляют собой супружеские пары проживающие вместе, 13,90% домашних хозяйств представляют собой одиноких женщин без супруга, 26,20% домашних хозяйств не имеют отношения к семьям, 22,20% домашних хозяйств состоят из одного человека, 8,50% домашних хозяйств состоят из престарелых (65 лет и старше), проживающих в одиночестве. Средний размер домашнего хозяйства составляет 2,58 человека, и средний размер семьи 3,01 человека. 
Возрастной состав округа: 24,00% моложе 18 лет, 6,70% от 18 до 24, 30,90% от 25 до 44, 26,20% от 45 до 64 и 12,20% от 65 и старше. Средний возраст жителя округа 40 лет. На каждые 100 женщин приходится 98,80 мужчин. На каждые 100 женщин старше 18 лет приходится 96,00 мужчин. 
Средний доход на домохозяйство в округе составлял 41 582 USD, на семью — 47 961 USD. Среднестатистический заработок мужчины был 32 860 USD против 24 346 USD для женщины. Доход на душу населения был 19 122 USD. Около 6,60% семей и 9,30% общего населения находились ниже черты бедности, в том числе - 11,60% молодежи (тех кому ещё не исполнилось 18 лет) и 12,60% тех кому было уже больше 65 лет.